# Arquitectura antebellum

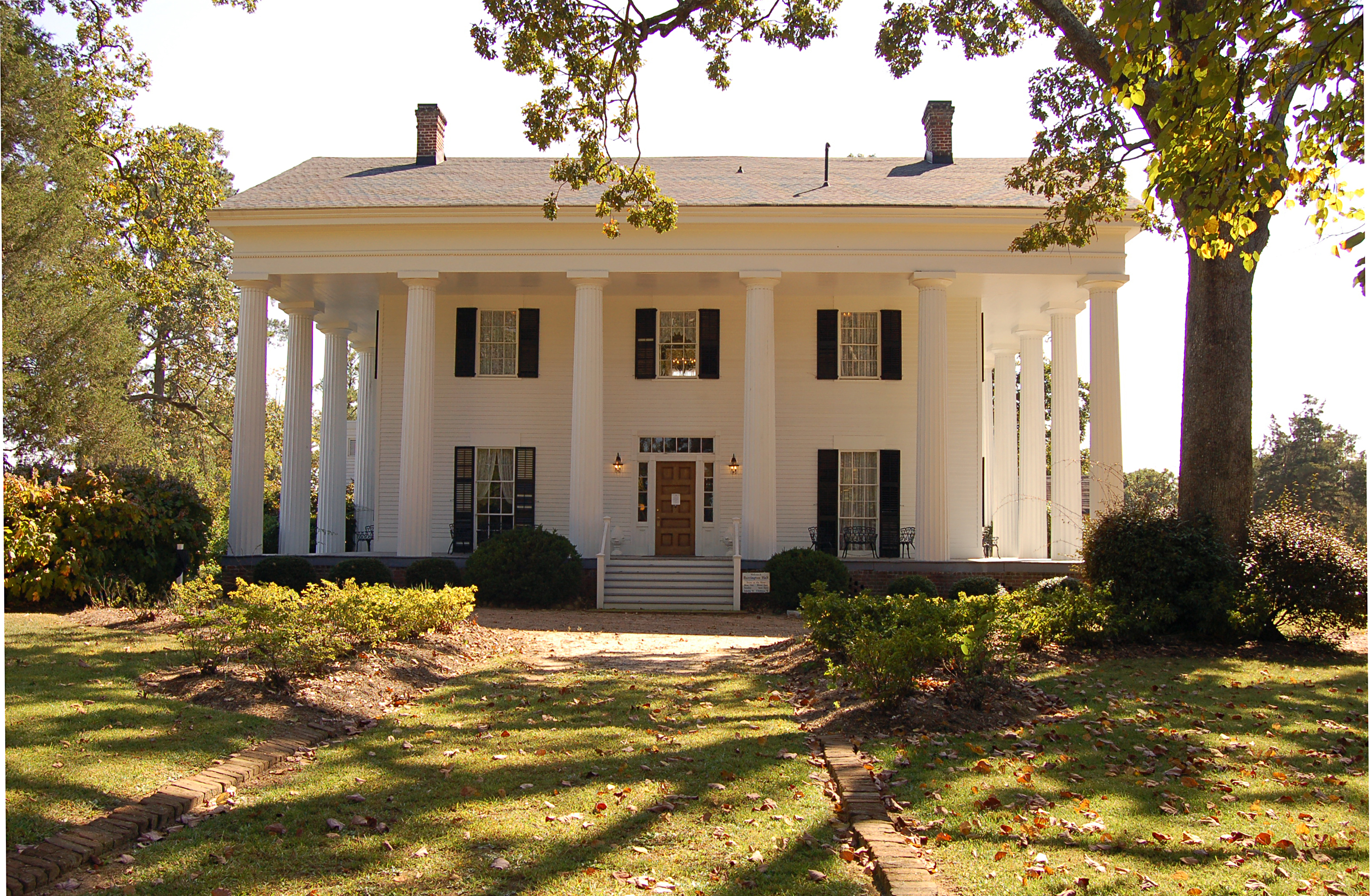
Barrington Hall es un ejemplo clásico de una casa de arquitectura antebellum.

La arquitectura antebellum (que significa «antes de la guerra», del latín ante, «antes» y bellum, «guerra») es el estilo arquitectónico neoclásico característico del sur de Estados Unidos del siglo XIX, especialmente el sur profundo, desde después del nacimiento de los Estados Unidos con la Revolución de las Trece Colonias, hasta el comienzo de la Guerra de Secesión. La arquitectura antebellum se caracteriza especialmente por casas y mansiones de estilo georgiano, neoclásico y neogriego. Estas casas de plantación se construyeron en los estados del sur de Estados Unidos durante aproximadamente los treinta años anteriores a la Guerra de Secesión; aproximadamente entre 1830 y 1860.

## Características principales
Las principales características exteriores de la arquitectura antebellum incluían enormes pilares, un balcón que recorría todo el borde exterior de la casa creando un porche que ofrece sombra y un área para sentarse, grandes ventanales espaciados uniformemente y grandes entradas centradas en la parte delantera y trasera de la casa. Un techo a dos aguas o a cuatro aguas son características de la arquitectura anterior a la guerra y, a menudo, cuentan con una cúpula. (Una cúpula es una estructura similar a un domo en la parte superior de un edificio que proporciona ventilación y sirve como decoración.) Estas mansiones también solían estar rodeadas de grandes jardines con arbustos cortados geométricamente que complementaban la simetría de las casas. Las estructuras arquitectónicas antebellum a menudo tienen múltiples pisos o niveles.
El interior de estas mansiones era tan extravagante como el exterior. Las características comunes incluyeron enormes vestíbulos, amplias escaleras abiertas, salones de baile, grandes comedores y un trabajo de diseño detallado. El trabajo de diseño incluyó formas y patrones intrincados hechos de yeso que se usa para adornar paredes y muebles. También se usó para crear diseños de madera y pisos. Los diseños también incluyen frisos, grandes vasos de muelle y repisas de mármol.
Los componentes del neogriego evidentes en la arquitectura anterior a la guerra incluyen entradas, a menudo empotradas y flanqueadas por columnas con pilastras y entablamento.
De manera similar, la arquitectura georgiana se ilustra con entradas muy decoradas con columnatas, incluida una luneta sobre la puerta.

## Ejemplos
Muchas plantaciones que todavía siguen en pie se construyeron en este estilo. Es el caso de los siguientes ejemplos:
- Aduston Hall, en Gainesville (Alabama)
- Arlington House, Robert E. Lee Memorial, en Arlington (Virginia)
- Barrington Hall en Roswell (Georgia)
- Belle Grove Plantation en Iberville Parish (Luisiana)
- Belle Meade Plantation en Belle Meade (Tennessee)
- Bermuda Hill en Prairieville (Alabama)
- Berry Hill Plantation en South Boston (Virginia)
- Boone Hall, cerca de Charleston (Carolina del Sur); construida en 1936, pero en estilo antebellum.
- Bulloch Hall en Roswell (Georgia)
- Carnton Plantation en Franklin (Tennessee)
- Evergreen Plantation en Wallace (Luisiana)
- Gamble Plantation Historic State Park en Ellenton (Florida)
- Glen Mary Plantation en Sparta (Georgia)
- Goodman-LeGrand House en Tyler (Texas)
- Hunter-Dawson Home en New Madrid (Misuri)
- Lansdowne en Natchez (Mississippi)
- Longwood en Natchez (Mississippi)
- Millford Plantation en Pinewood (Carolina del Sur)
- Monmouth Plantation, en Natchez (Mississippi)
- Myrtles Plantation, en St. Francisville (Luisiana)
- Nottoway Plantation en White Castle (Luisiana)
- Oak Alley Plantation en Vacherie (Luisiana)
- Orton Plantation en el condado de Brunswick (Carolina del Norte)
- Rippavilla Plantation en Spring Hill (Tennessee)
- Rosedown Plantation en St. Francisville (Luisiana)
- The Grove Plantation en Tallahassee (Florida)
- The Hermitage, cerca de Nashville (Tennessee)
- Ward Hall en Georgetown (Kentucky)
- Waverley en West Point (Mississippi)

## Historia

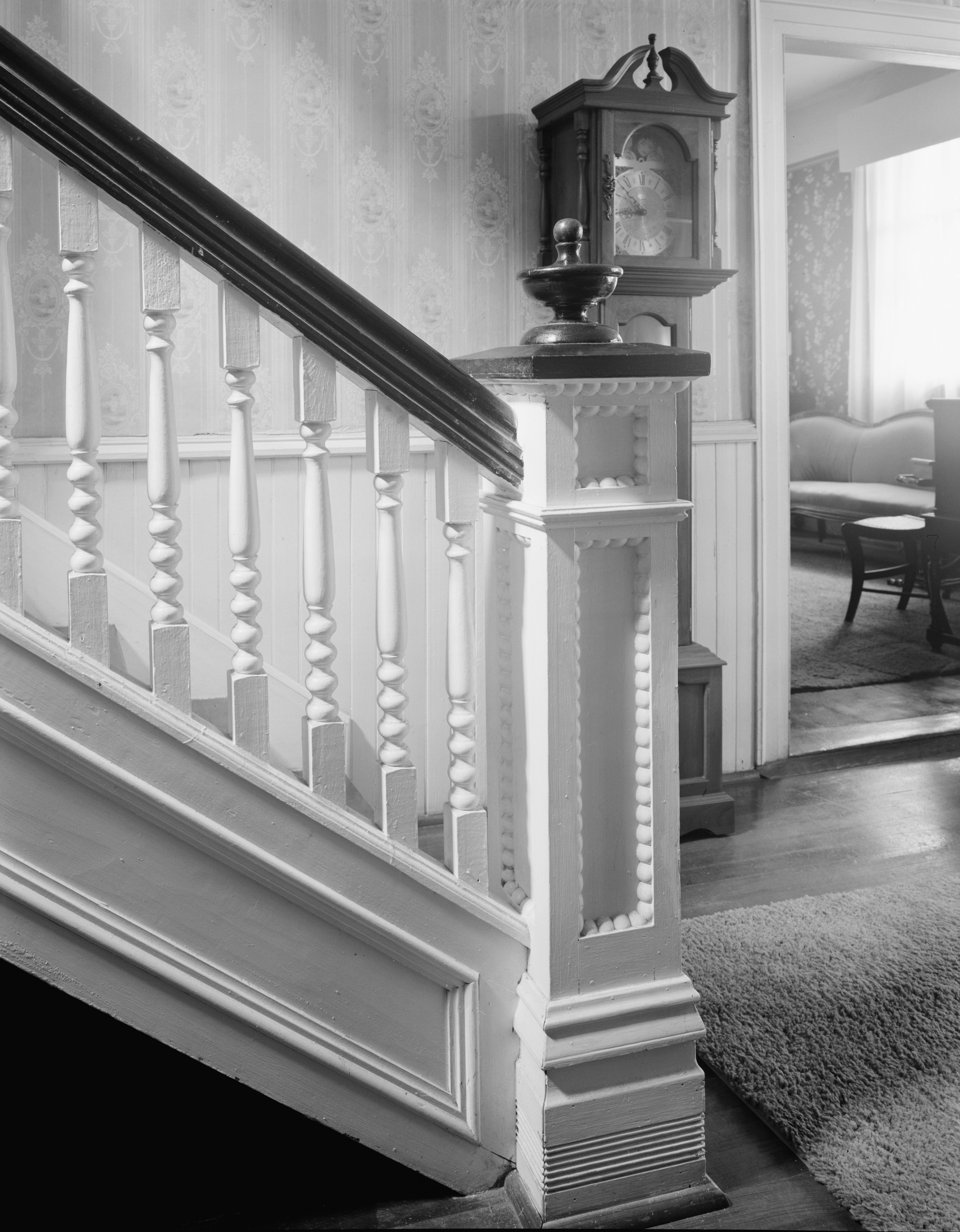
En la casa de Herndon Glanton Reeves, construida en 1845 en el condado de Troup, en Georgia, vivieron varios ciudadanos prominentes. El edificio también se utilizó como hospital para los soldados confederados y de la Unión durante la Guerra de Secesión. El detalle que adorna la escalera y la pared es característico de la arquitectura antebellum.

Las características asociadas con la arquitectura antebellum fueron introducidas por personas de ascendencia europea que se establecieron en los estados del sur durante el período colonial y en los territorios de los EE. UU. después de la compra de Luisiana de 1803 junto con una ola de inmigración de Europa en 1812. Un gran número de europeos en busca de oportunidades económicas emigraron a América después de la derrota de Napoleón y el final de la guerra de 1812. Esta nueva ola de emprendedores comenzó a dominar no solo la economía, sino también la arquitectura de la primera mitad del siglo XIX.
Un excelente ejemplo de la influencia de los inmigrantes en la arquitectura anterior a la guerra es Stanton Hall. Stanton Hall fue construido por Frederick Stanton, un inmigrante de Irlanda que hizo su fortuna en el comercio de algodón. El diseño se basó en el estilo Revival. Stanton Hall también demuestra la economía nacional y global cada vez más conectada en la que surgió la arquitectura antebellum. La casa usó repisas de chimenea de Nueva York, candelabros de gas de Filadelfia y espejos de Francia. Al igual que muchas casas anteriores a la guerra, Stanton Hall se construyó utilizando una fortuna que Stanton hizo comerciando algodón. Durante la Guerra de Secesión, como muchas otras casas de plantaciones, Stanton hall fue ocupado por soldados de la Unión.
La casa del presidente Andrew Jackson, The Hermitage, es otro excelente ejemplo tanto de la arquitectura antebellum como de las condiciones sociales en las que surgió. Fue construido en el estilo federal que, aunque perdió favor en el este más moderno, todavía era popular en los estados esclavistas occidentales como Tennessee. Más tarde, las renovaciones hicieron que la casa estuviera más en línea con los estilos contemporáneos, agregando columnas dóricas y haciéndola más clásica y de apariencia revivalista. Al igual que otras casas de su época, el Hermitage se construyó con un diseño simétrico con la misma cantidad de pasillos y habitaciones. The Hermitage no solo reflejaba las diferencias culturales entre Occidente y Oriente en esta época, sino que también formaba parte de la economía del Sur. The Hermitage era una plantación activa que producía el cultivo comercial dominante de la época, el algodón.
La antigua mansión del gobernador de Georgia es uno de los mejores ejemplos de la arquitectura del alto renacimiento griego de este período. La mansión, ubicada en Milledgeville, fue diseñada por Charles Cluskey, un inmigrante irlandés que emigró a la ciudad de Nueva York en 1827, donde se formó para ser arquitecto bajo la firma Town and Davis, y fue construida por Timothy Porter en 1839. Al igual que otras casas anteriores a la guerra, esta mansión tiene columnas jónicas, un porche cubierto y ventanas colocadas simétricamente. Durante más de treinta años, esta mansión albergó a muchos directores ejecutivos georgianos como George Crawford, Howell Cobb y Joseph E. Brown. Se utilizó como escenario para sus discursos y como lugar para presentar invitados importantes. Esta mansión también jugó un papel en la Guerra de Secesión; el general William T. Sherman tuvo su sede en el edificio en 1864 y fue reclamado como premio en la «Marcha hacia el mar». Después de la guerra, la mansión fue abandonada cuando el gobierno de Georgia se trasladó a Atlanta.
Después de la Guerra de Secesión, el mantenimiento de estas casas fue tenso. Stanton Hall, por ejemplo, fue propiedad de los descendientes de Stanton durante varias décadas después de la Guerra de Secesión, pero finalmente la carga financiera fue demasiado y se convirtió en el Stanton College for Young Ladies.
Hoy en día, la mayoría de los edificios anteriores a la guerra sirven como museos. Estos museos, especialmente los museos ubicados en antiguas plantaciones, a menudo intentan mostrar ambos lados del estilo arquitectónico. Mientras celebran la belleza de los edificios, también cuentan la historia de los esclavos que trabajaban la tierra. Boone Hall es un excelente ejemplo de los museos modernos anteriores a la guerra. El museo utiliza nueve de las cabañas de esclavos originales construidas entre 1790 y 1810 como parte de su exhibición «Historia negra en Estados Unidos». En la exhibición, cada cabaña presenta diferentes aspectos de la vida de los esclavos en la plantación. Si bien la historia del estilo sigue siendo controvertida, exhibiciones como estas son importantes para exponer al público la historia de Estados Unidos con la esclavitud.

## En la sociedad moderna
Se estima que el 20% de las mansiones anteriores a la guerra permanecen intactas en el sur hoy en día debido a que muchas se quemaron durante la Guerra Civil, los desastres naturales y su abandono. Muchas casas antes de la guerra ahora son museos; la antigua mansión del gobernador de Georgia es un ejemplo de esto. La mansión pertenece al Georgia College y es su estructura más preciada. En 2001, la estructura comenzó su restauración y ahora sirve como museo que exhibe artefactos y jardines que muestran su historia. Los recorridos están disponibles hoy y se enfocan en la historia del edificio, los jardines y los artefactos. La mansión fue declarada Monumento Histórico Nacional en 1973.
En 2005, el huracán Katrina azotó Luisiana y Misisipi. Sus efectos dañaron o destruyeron muchos edificios anteriores a la guerra en todo el sur. Esta destrucción planteó una vez más la cuestión de si estos edificios, como símbolos de una sociedad rica apuntalada por la esclavitud, debían o no ser conservados. Por ejemplo, Grass Lawn, una mansión anterior a la guerra en Gulfport, Misisipi, fue totalmente destruida por el huracán. Cuando la comunidad comenzó a recaudar fondos para reconstruir la mansión, enfrentó la resistencia de partes de la comunidad que se oponían al simbolismo de la mansión. Aunque finalmente pasó por el consejo de la ciudad, el proyecto de ley que financiaba la reconstrucción al principio incluso fue rechazado.
Muchos ejemplos principales de la arquitectura anterior a la guerra no recibieron el mismo apoyo que Grass Lawn. A raíz de Katrina, las limpiezas de las ciudades a menudo no siguieron las pautas de la Ley Nacional para la Conservación Histórica. Cientos de propiedades fueron destruidas con pocas esperanzas de ser reconstruidas o conmemoradas. Sin embargo, hay movimientos para preservar estas propiedades históricas. FEMA (Agencia Federal de Gestión de Emergencias), por ejemplo, ayuda a preservar propiedades arquitectónicas importantes, especialmente aquellas afectadas por Katrina.